# 1780 au Canada
Pour un article plus général, voir Chronologie du Canada.
Cet article traite des événements qui se sont produits durant l'année 1780 au Canada.

## Événements

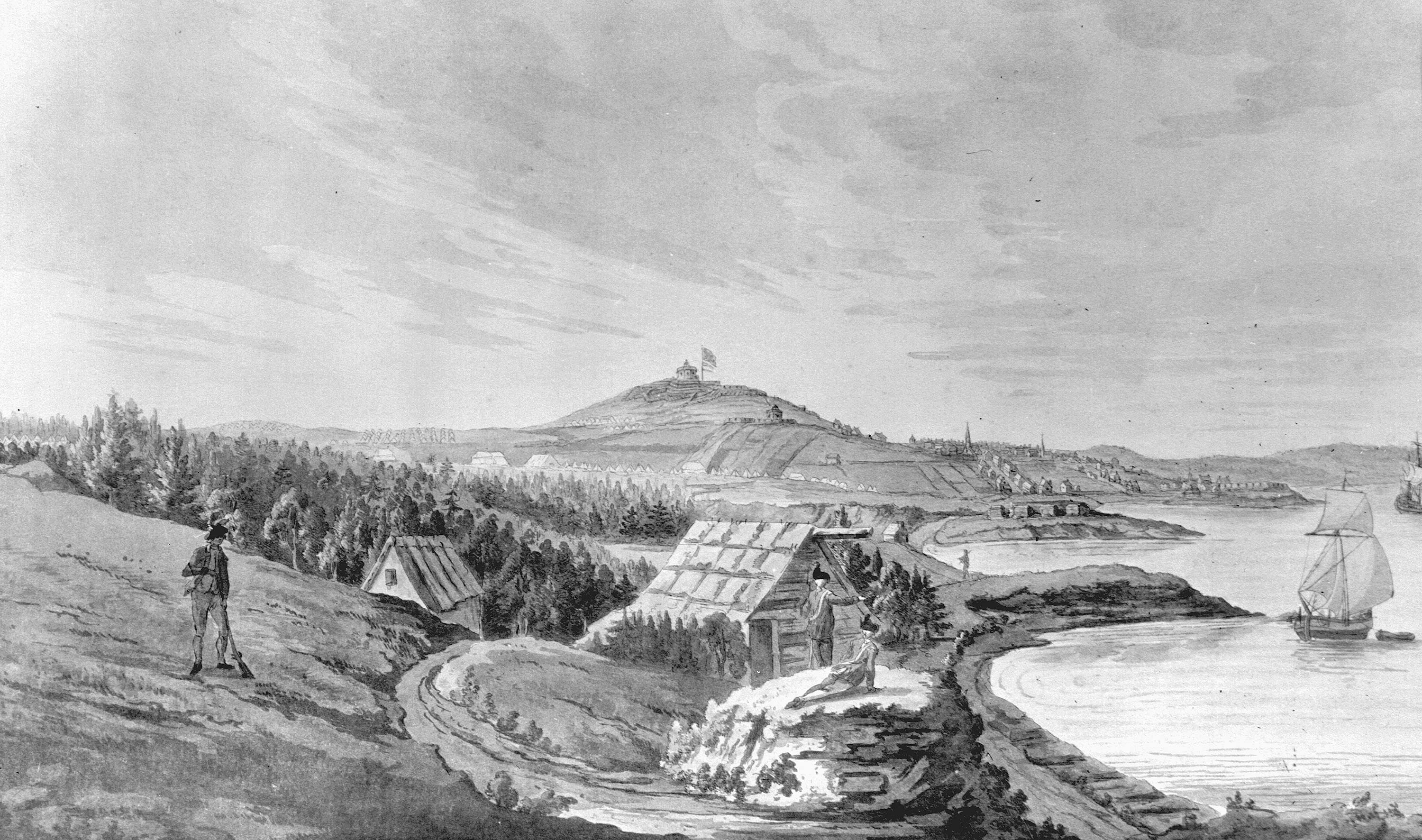
Colline de la citadelle vue de Point Pleasant près d'Halifax.

- 19 mai : Un incendie de forêt qui aurait eu lieu dans l'actuel parc Algonquin génère le Jour sombre de la Nouvelle-Angleterre.
- 27 septembre : Pierre du Calvet est arrêté par les autorités britanniques. Il réclame en vain un procès équitable.
- 20 octobre : passage du grand ouragan au large de Terre-Neuve.

## Naissances
- 2 mars : James Stuart, homme politique.
- 24 juillet : Joseph-Jacques Robert, patriote.
- 2 août : Marie-Anne Gaboury, grand-mère de Louis Riel.
- 1er décembre : Edward Bowen, avocat, juge et homme politique.
- Benjamin Beaupré, homme politique.

## Décès
- 28 novembre : Esther Wheelwright, mère supérieure des Ursulines d'origine anglaise (° 10 avril 1696).
- 19 décembre : Charles-Henri-Louis d'Arsac de Ternay, militaire français (° 27 janvier 1723).